# Ногайська волость
Нога́йська во́лость — історична адміністративно-територіальна одиниця Бердянського повіту Таврійської губернії.
Станом на 1838 рік складалася з 1 поселення, 1 сільської громади. На 1899 рік Ногайська сільська громада в складі: 2819 осіб, серед яких 1954 чоловіки, 1886 жінок, 678 домогосподарів, землі 2544 десятин.
Єдине поселення волості — Ногайськ (Обіточне), місто в гирлі річки Кільтичії за 2 кілометри північніше берега Азовського моря.

## Підпорядкування
- Ногайськ засновано у 1800 році начальником ногайських татар графом Я. де Мезоном як центр управління ногайцями Мелітопольського повіту.
- У 1817 році було затверджено проєкт будівництва пристані на Обіточній косі.
- У 1824 році будівництво порту було призупинено через погану місцевість.
- 18 січня 1821 року згідно з імператорським указом село отримало статус міста та було названо Ногайськом.
- До 1832 року у місті знаходилось головне управління ногайцями.

## Склад
У 1838 році серед жителів Ногайська були: дворян та купців — 30, іноземних купців вірмен — 250, караїмів — 81, міщан російських та українців — 831. У 1845 році дворян наслідних та особистих — 10, духовенства — 13, колоністів — 50, вірмен — 215, міщан — 940, 1 казенний дім, 108 житлових домів, 50 лав, 2 винних погреби, 15 млинів, 3 кузні, 1 маслобійня.
На території міста діяли: вірмено-григоріанська церква, православний молитвений дім, поштова станція, щотижневі базари, 2 ярмарки, 3 маслобойних та 2 цегляних заводів.